# Wilhelm Wieczerkowski
Wilhelm Wieczerkowski (* 25. Juli 1927 in Dortmund; † 20. Dezember 2014 in Hamburg) war ein deutscher Psychologe.

## Leben
Nach der Promotion an der Åbo Akademi war er von 1973 bis 1992 Professor für Pädagogische Psychologie und Entwicklungspsychologie an der Universität Hamburg.

## Schriften (Auswahl)
- Bilinguismus im frühen Schulalter. Gruppenprüfungen mit Intelligenztests und mit dem Helsingforstest. Helsinki 1963, OCLC 58506837.
- Frühe Zweisprachigkeit. Fragen zum deutschsprachigen Unterrichten in der Grundschule einer Auslandsschule. München 1965, OCLC 770490673.
- Erwerb einer zweiten Sprache im Unterricht. Grundlagen, Probleme, Möglichkeiten. Eine empirische Untersuchung des Sprachverhaltens von Schülern in deutschen Auslandsschulen. Hannover 1971, OCLC 74109610.
- mit Hans-Heinrich Plickat: Lernerfolg und Trainingsformen im Rechtschreibunterricht. Bad Heilbrunn 1979, ISBN 3-7815-0375-5.
- mit Harald Wagner: Das hochbegabte Kind. Düsseldorf 1981, ISBN 3-590-14249-9.